# Clarkia amoena
Clarkia amoena là một loài thực vật có hoa trong họ Anh thảo chiều. Loài này được (Lehm.) A.Nelson & J.F.Macbr. mô tả khoa học đầu tiên năm 1918.

## Hình ảnh

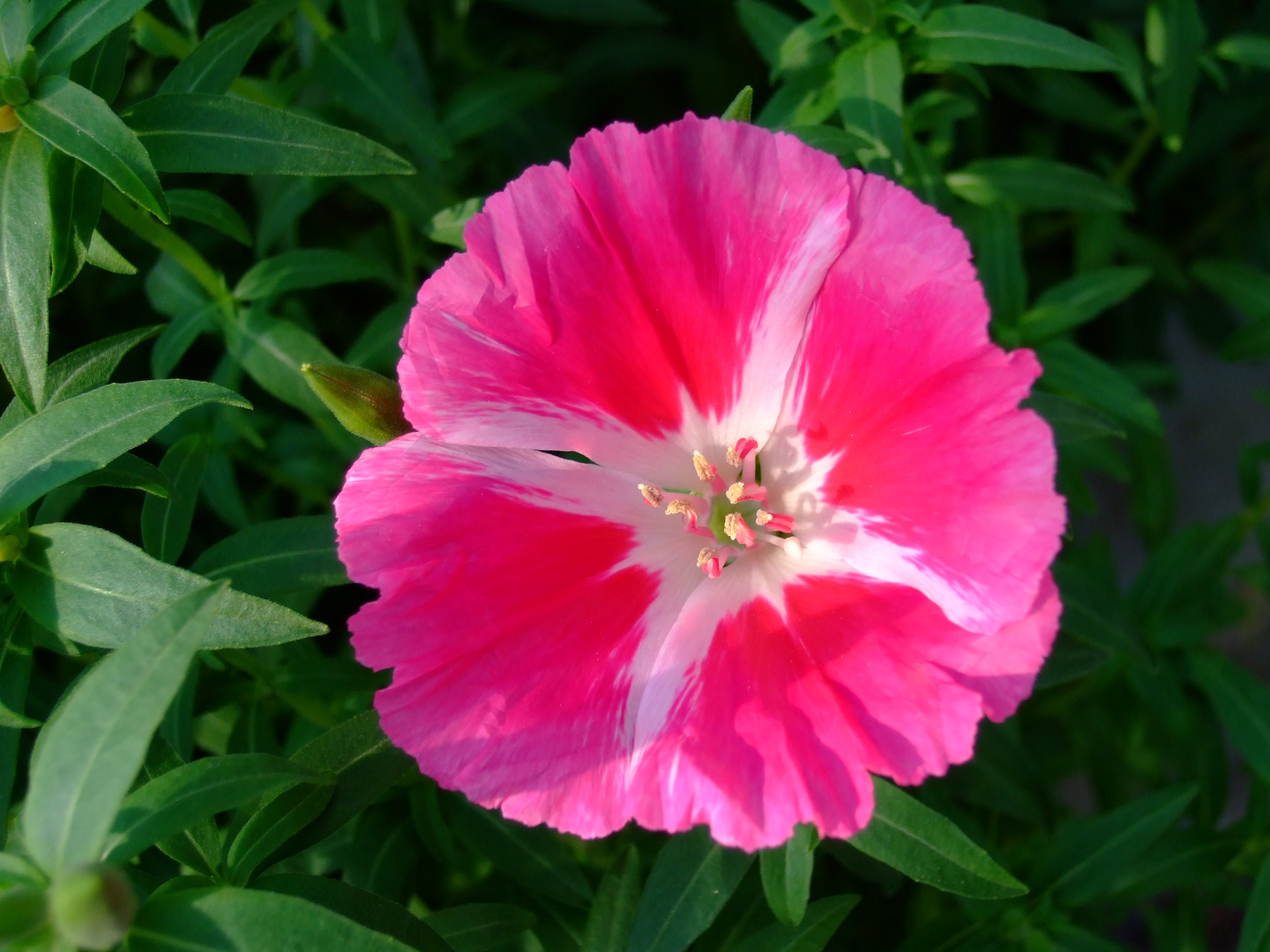
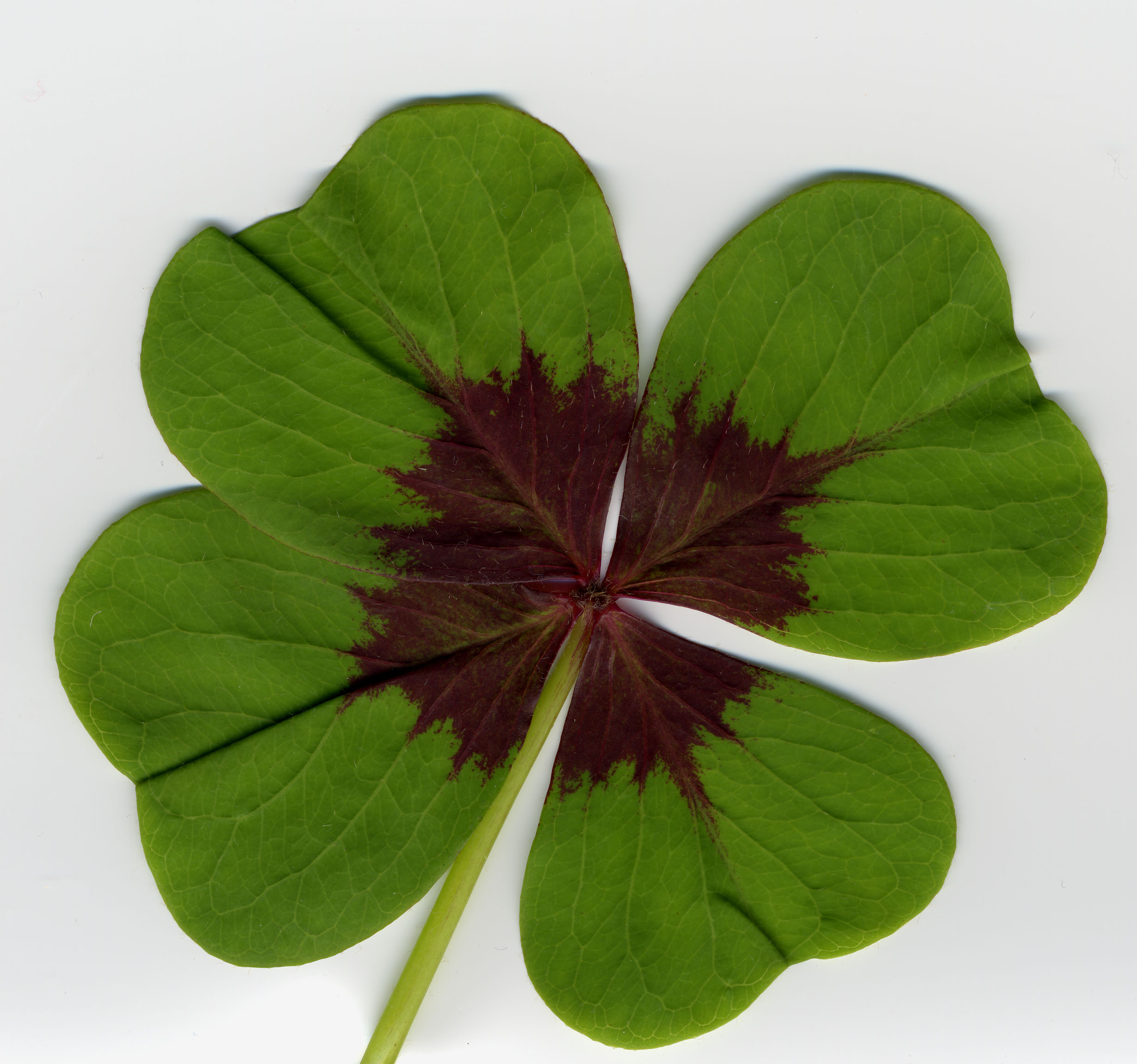
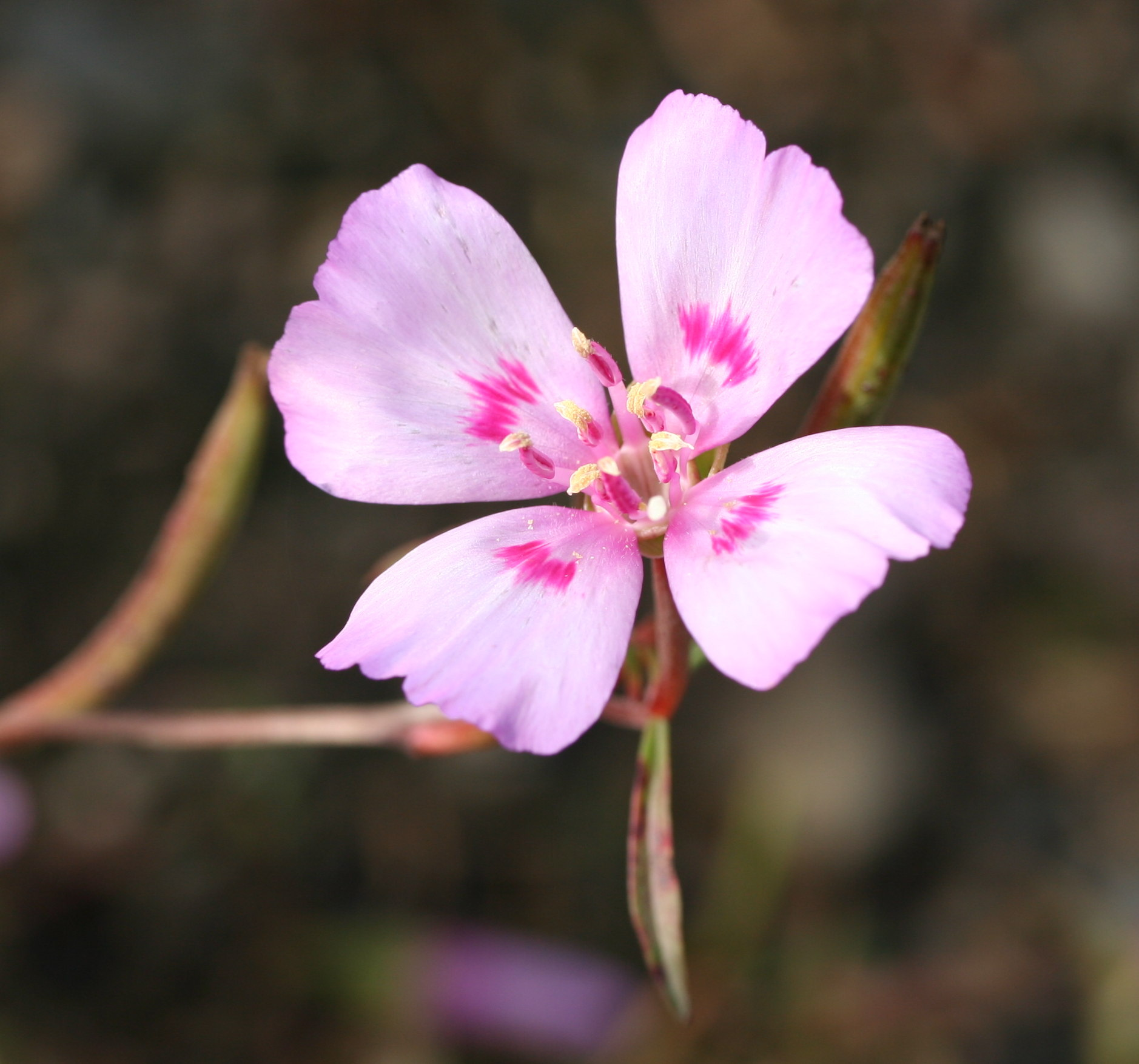
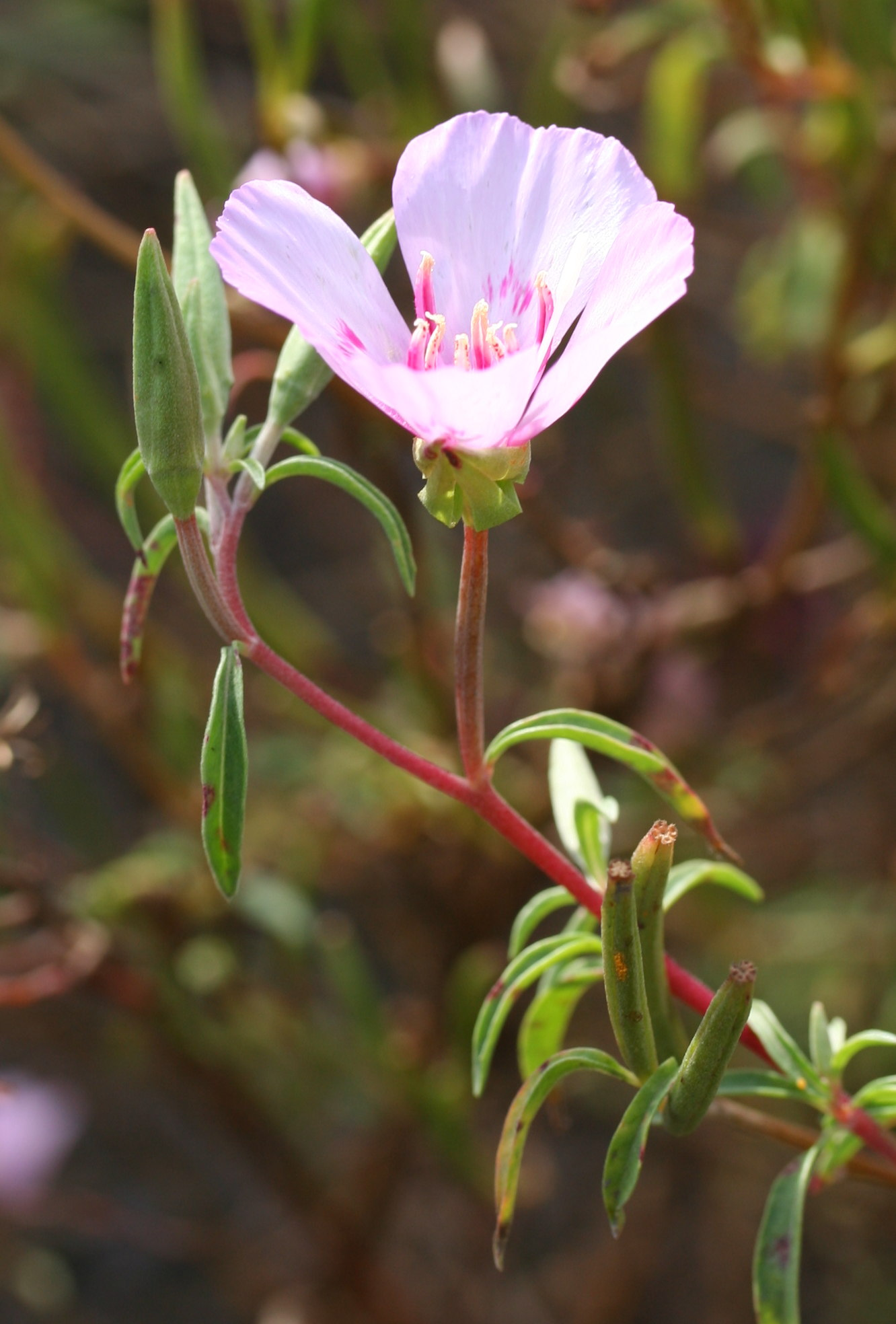